# Максименко Ярослава Петрівна
Максименко Ярослава Петрівна (4 листопада 1983, м. Київ,) — українська державна службовиця,т.в.о. Голови Агентства з розшуку та менеджменту активів (з 14.8..2025) 

## Життєпис
Народилася 4 листопада 1983 року у місті  Києві.
Закінчила Національну академію державної податкової служби України за спеціалізацією «Фінансова діяльність держави». Отримала кваліфікацію магістра права.
Працювала на посаді директора департаменту політики власності та санкцій Міністерства економіки України.
14 серпня 2025 року Кабінетом Міністрів України призначена т.в.о. Голови  Агентства з розшуку та менеджменту активів 

### Декларація
- Якименко Ярослава Петрівна// Електронна декларація